# 商业广场 (米兰)

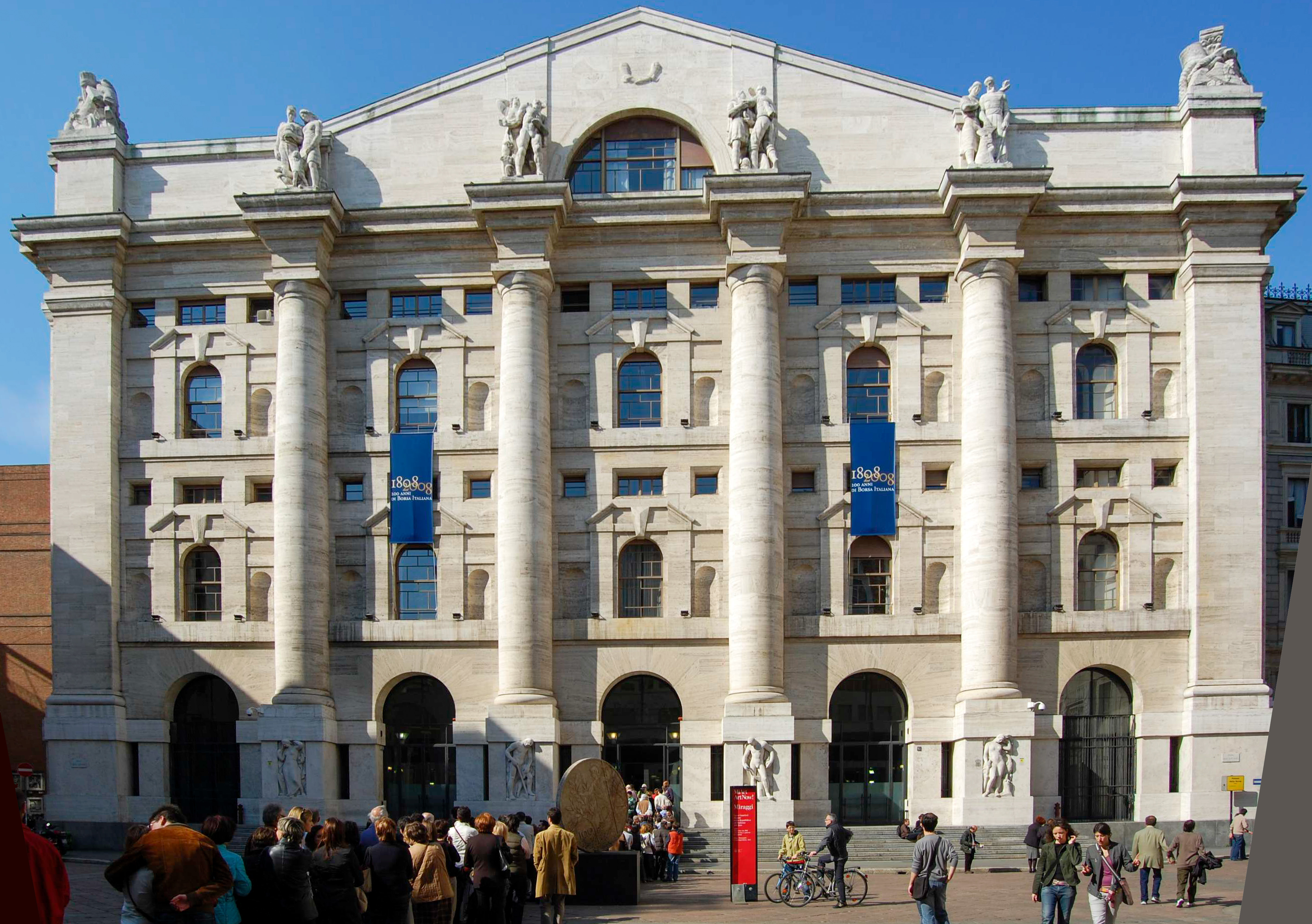
梅扎诺特宫

商业广场（Piazza degli Affari）是意大利米兰的一个重要广场，毗邻科尔杜西奥广场，距离主教座堂广场也不远。
该广场不仅是米兰经济的象徵，也是意大利金融的象徵。1808年1月16日，国家金融市场米兰交易所在此建立。 

## 历史
在梅扎诺特宫下方，发现了古罗马剧院的遗址。

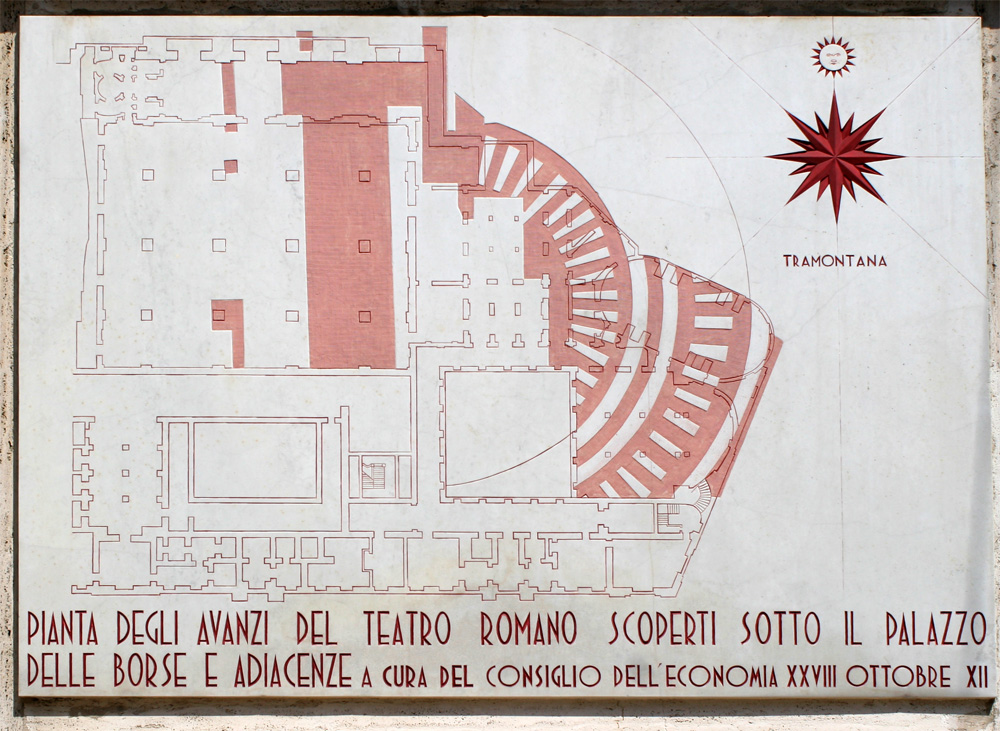

在十九世纪的城市化进程中，米兰兴建了众多建筑，其中包括位于此处的图拉蒂宫（palazzo Turati）。
20世纪初，由建筑师梅扎诺特设计的梅扎诺特宫（意大利证券交易所）在此建立，该广场开始出名。